# Kitak (ö i Grönland)
Kitak är en ö i Grönland (Kungariket Danmark).   Den ligger i kommunen Sermersooq, i den södra delen av Grönland, 600 km öster om huvudstaden Nuuk. Arean är 37 kvadratkilometer.
Terrängen på Kitak är lite kuperad. Öns högsta punkt är 215 meter över havet. Den sträcker sig 9,6 kilometer i nord-sydlig riktning, och 9,7 kilometer i öst-västlig riktning.